# Змова проти Америки
Змова проти Америки (англ. The Plot Against America) — альтернативно-історичний роман американського письменника Філіпа Рота, де описується США з профашистським режимом. Є частиною циклу «Рот».

## Історія написання
В своєму есе «Історія перед Змовою проти Америки» (опубліковано за місяць до появи книги у продажу) в «Нью-Йорк Таймс» Філіп Рот зізнався, що ідея роману виникла, коли він прочитав у гранках автобіографії Артура Шлезінґера-молодшого, що у 1940 році деякі радикали пророкували у кандидати на посаду президента США авіатора Чарльза Ліндберга.
Роман почав писати у 2001 році. Автор так визначив назву роману: «У країні й справді існує змова, і я без жодного зусилля перерахую її складові. Це істерія, невігластво, злоба, дурість, ненависть і страх». 2004 року його видано в «Houghton Mifflin Company».

## Сюжет
У центрі роману — єврейска родина Ротів, яка мешкає в Ньюарку (штат Нью-Джерсі). Герман — успішний страховий агент на порозі підвищення, у нього є дружина Бесс та двоє хлопчиків — Сенді та Філіп — і сестра Евелін. У Германа є небіж Елвін. Більшість подій представлено через думки іпогляди Філіпа Рота.
Починається роман з подій, що розгортаються наприкінці 1930-х років. Європою марширують німецькі війська, початок Другої світової війни. Президент США Франклін Рузвельт робить перші антинімецькі дії — поправки до закону про нейтралітет, нарощування виробництва озброєння. В цей час на політичній арені з'являється відомий льотчик Чарлз Ліндберг, відомий своїми зв'язками з нацистським урядом, що очолює Американську Першу партію. Він звинувачує Ф.Рузвельта і жидів у спробі втягнути США у непотрібну їй війну. Після несподіваної появи в останню ніч Національного з'їзду Республіканської партії 1940 року його висувають кандидатом у президенти від Республіканської партії. Ліндберг бере участь у президентських виборах і несподівано для багатьох виграє їх під гаслом «Голосуйте за Ліндберга або голосуйте за війну». Сенатор Бертон Вілер стає віцепрезидентом, а запеклий антисеміт Генрі Форд міністром внутрішніх справ.
Новий президент негайно підписує з Німеччиною «Ісландське взаєморозуміння» щодо невтручання США у Другу світову війну на боці союзників. За цим укладає з Японією «Гавайське взаєморозуміння», за яким відмовляється втручатися у події на Тихому океані, даючи змогу японцям проводити загарбницьку політику.
Сенді потай малює портрети Ліндберга, оскільки батьки нажаханні перемогою того. Евелін нарешті зустрічає чоловіка мрії — вдовця Лайонела Бенгельсдорфа, впливовий рабин, який робить швидку кар'єру на підтримці Ліндберга. Елвін записується в канадську армію, що воює з нацистською Німеччиною. Він втрачає ногу в бою і повертається додому зі знищеними ідеалами. Він залишає сім'ю і стає рекетиром у Філадельфії.
Нова урядова програма Управління американського поглинання (OAA), починає забирати юдейських хлопців, щоб вони проводили певний час у родинах за обміном на Півдні та Середньому Заході для їх американізації. Сенді Рот, що став одним із таких хлопчиків, по поверненню демонструє зневагу до своєї родини, називаючи їх «жидами гетто». Нова версія «Закону про Хомстед» 1862 року, названа «Хомстед 42», запроваджена для переселення цілих юдейських родин на захід і південь Сполучених Штатів, зобов'язуючи компанії переміщати посади в ці штати.
Багато сусідів Філіпа Рота з Ньюарка переїжджають до Канади. Філіп відвідує Евелін, що тепер є старший адміністратор OAA, щоб спробувати запобігти відправлення своєї родини на п івдень, але це призводить до того, що його шкільного другу — Селдона Вішноу — і його овдовілу мати Сельму відправляють в рамках «Хомстед 42» до міста Данвілл (штат Кентуккі). Герман кидає роботу, що займається продажем страховок, і починає працювати на свого брата, щоб його сім'я уникнути переїзду.
Журналіст Волтер Вінчелл відкрито критикує адміністрацію Ліндберга у своїй радіопередачі в неділю ввечері з Нью-Йорка, за що був свільнений господарем радіостудії. Потім Вінчелл вирішує балотуватися на пост президента в 1942 році. Його кандидатура викликає гнів і антисемітські заворушення на Півдні та Середньому Заході, і натовп починає нападати на нього. Під час виступу на політичному мітингу під відкритим небом у Луїсвіллі (штат Кентуккі) 5 жовтня 1942 року Вінчелла вбивають. На похороні Вінчелла в Нью-Йорку мер Фіорелло Ла Гуардіа хвалить Вінчелла за його протидію фашизму і різко критикує Ліндберга за мовчання щодо заворушень і вбивства Вінчелла.
7 жовтня 1942 року літак президента Ч.Ліндберга зникає. Наземні пошуки не дали результатів, і віцепрезидент Б.Вілер обіймає посаду президента. Німецьке державне радіо розкриває «докази» того, що зникнення Ліндберга та викрадення його сина були частиною юдейської змови з метою взяти під контроль уряд США. Оголошення провокує подальші антисемітські заворушення. Вілер і Форд, діючи на підставі свідчень нацистів, починають арештовувати видатних жидів, зокрема Генрі Моргентау, Герберта Лемана та Бернарда Баруха, а також мера Ла Гуардіа та рабина Бенгельсдорфа.
Сельма Вішноу в Данвіллі була вбита членами Ку-клукс-клану, які побили та пограбували її, перш ніж підпалити її автомобіль, у якому вона була. Роти телефонують до обмінної сім'ї Сенді Вішноу в Кентуккі і просять їх тримати Селдона в безпеці, поки батько і брат Філіпа не приїдуть туди і не привезуть його назад до Ньюарка.
Заворушення припиняються, коли колишня перша леді Енн Морроу Ліндберг робить заяву, в якій просить країну припинити насильство і рухатися вперед. Оскільки розшук президента Ліндберга припинено, колишній президент Рузвельт балотується як надзвичайний кандидат у президенти в листопаді 1942 року, де перемагає. Через кілька місяців японці атакують Перл-Харбор, і США вступають у війну.
Евелін розповідає про теорію зникнення Ліндберга, джерелом якої є перша леді Ліндберг, яка розкрила подробиці чоловікові Евелін — рабину Бенгельсдорфу, незадовго до того, як її примусово вивезли з Білого дому. Так, у 1932 році сина Ліндбергів — Чарльза — було викрадено, його вбивство було підроблено, а потім він був вихований у Німеччині нацистами як член Гітлерюгенду. Ціною нацистів за життя хлопчика була повна співпраця Ліндберга з Німеччиною. Коли Гітлер намагався надавити на Ліндберга щодо застосування принципів Голокосту в США, Ліндберг відповів, що США ніколи не дозволять подібне. У відповідь його викрали і була висунута теорія єврейської змови в надії настроїти США проти юдеїв. Філіп Рот не недовірою коментує це. США готується до війни з Німеччиною.

## Теми
- психологія спротиву, як людині реагувати на загальну несправедливість;
- питання популізму, інформаційної обробки соціуму, коли демогогічна риторика затьмарює розум
- відносини між людиною та державою, між мігрантом та країною емігрантів
- антисемітизм
- проблема травми на особистому та груповому рівні

## Критика
На думку більшості критиків, роман не відрізняється особливою гостросюжетністю, він неквапливо, але поступово вводить читача у свій світ. При цьому роман загалом був добре прийнятий. Джонатан Ярдлі з «Вашигтон Пост» називав книгу «болісно зворушливою» і «справжньо американською історією». Рецензія «Нью Йорк Таймс» описала книгу як «приголомшливий політичний роман», а також «зловісну, яскраву, подібну до мрій, безглузду і, водночас, моторошно правдоподібну». Письменник Білл Кауфман у своїй книзі «Американський консерватор» написав різку рецензію на книгу, заперечуючи можливість зростання антисемітизму та звинувачення в цьому консерваторів і католиків.
Автор вірний своїй традиції зображувати юдеїв чи юдейську родину в американському суспільстві. Ф.Рот використовує історичні зміни для того, щоб на тлі фашизмом спотвореної Америки яскраво і з безлічю дрібниць розповісти про переживання жида, який відчуває себе чужим у суспільстві США, яким би воно не було. На кожній сторінці автор демонструє ерудицію, чудове знання історії Америки. При цьому характерний для Рота еротизм у романі виплескується феєрверком і розпорошується, не даючи вибухового ефекту на почуття читачів, що прослідковується в інших романах Рота.

## Екранізація
2020 року вийшов мінісеріал «Змова проти Америки» Девіда Саймона і Еда Бернса.

## Нагороди
- «Премія «Кружний шлях» за альтернативну історію» 2004 року.
- «Премія Джеймса Фенімора Купера» 2005 року.